# Evangelische Kirche Bad Ragaz

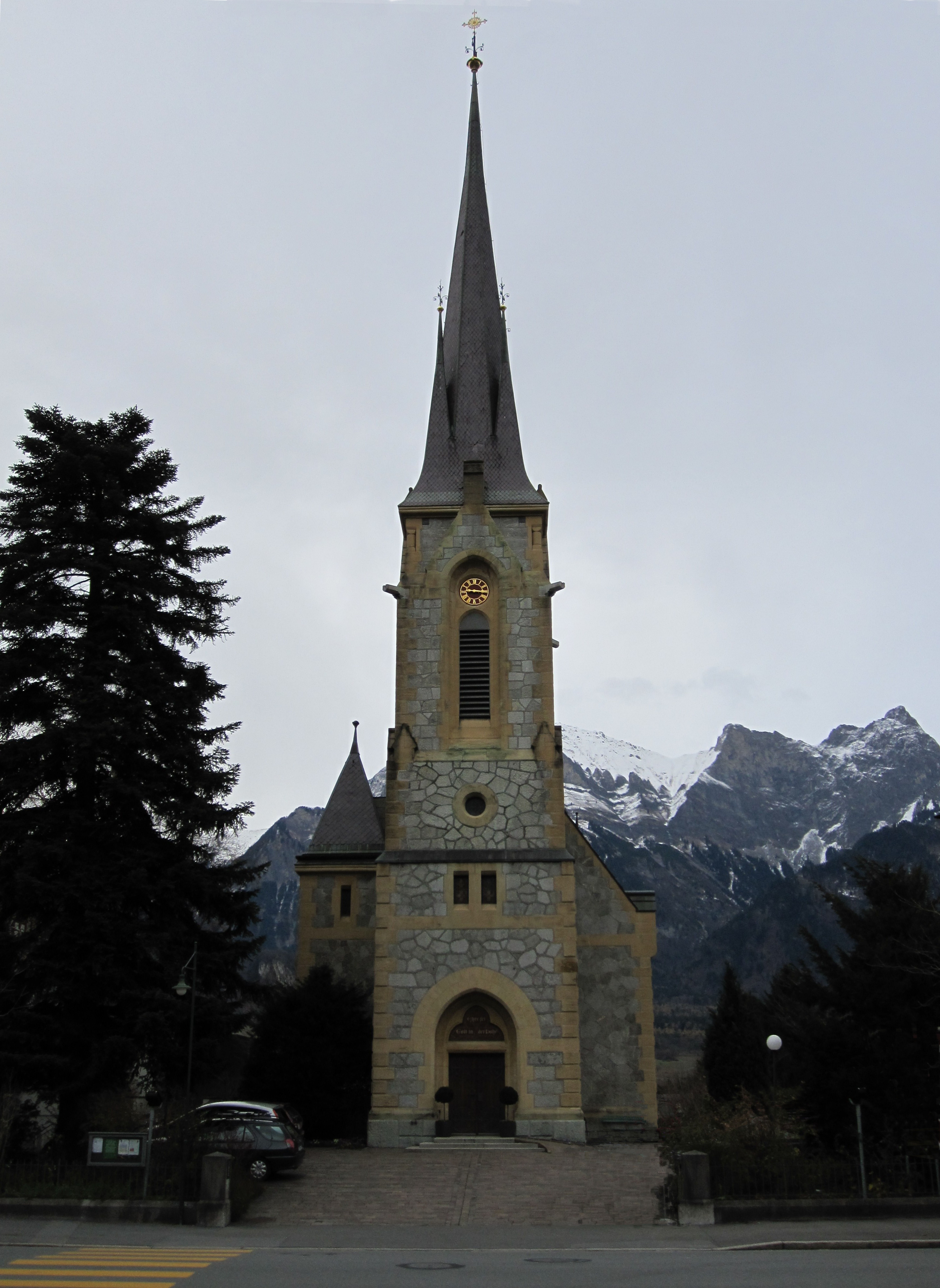
Kirchturm und Portal

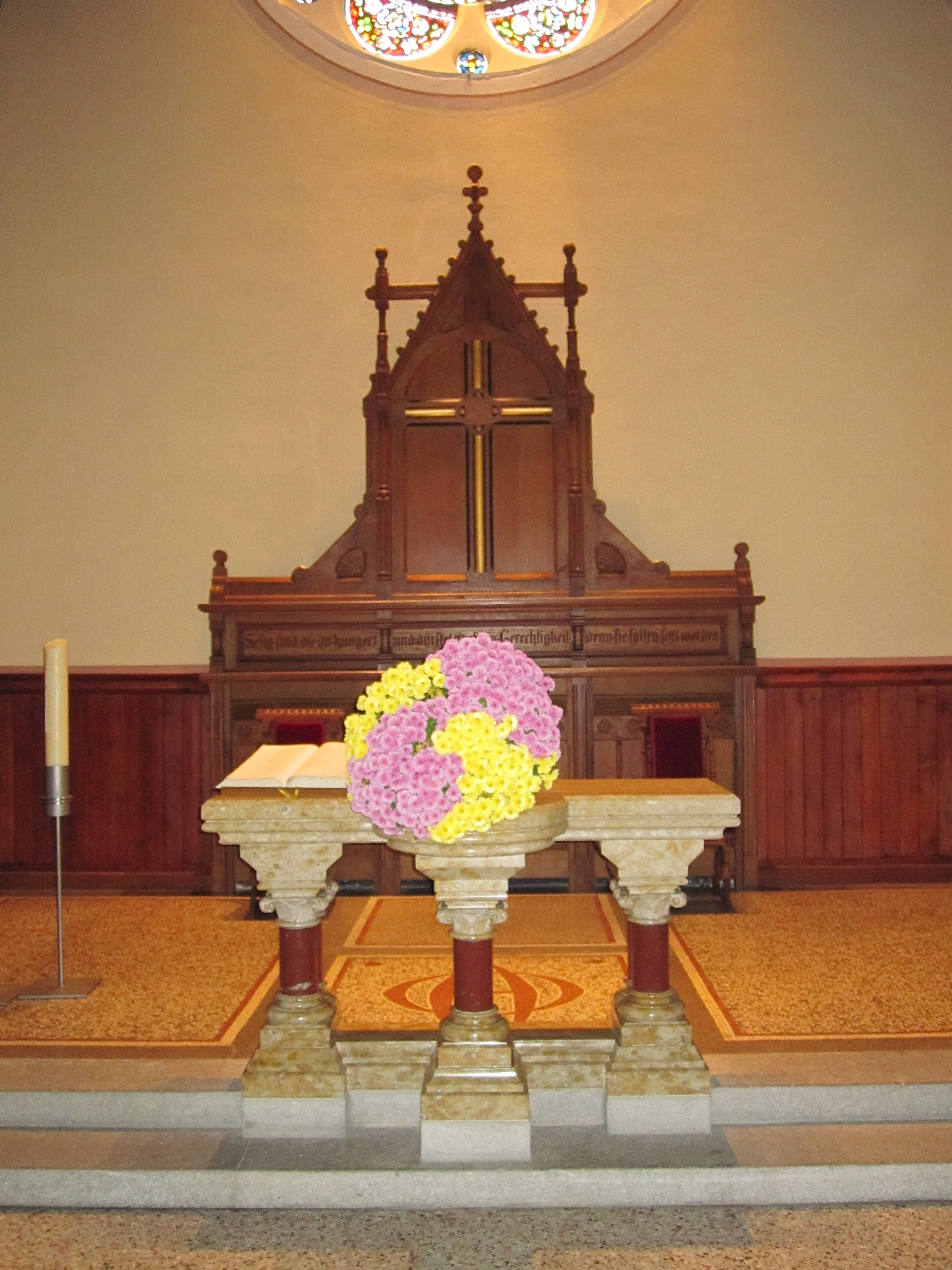
Altarähnlicher Taufstein im Chor

Die Evangelische Kirche Bad Ragaz (seltener Reformierte Kirche Bad Ragaz) ist ein evangelisch-reformiertes Gotteshaus in Bad Ragaz im Kanton St. Gallen. Die Kirche liegt an der Maienfelder Strasse am östlichen Ortseingang.

## Geschichte
Ragaz nahm im Gegensatz zum benachbarten Maienfeld die Reformation nicht an. Im 19. Jahrhundert erst kam es zum Zuzug reformierter Bürger ins südliche St. Galler Rheintal. 1857 konstituierte sich eine erste protestantische Kirchgemeindeversammlung.
Die Gottesdienste wurden vierzehntäglich im Hotel Hof, das über eine eigene Kapelle verfügte, gefeiert. 1863 konnte der erste Pfarrer installiert werden.
Bald darauf nahm Bernhard Simon, der Gründer des modernen Kurortes Bad Ragaz, seinen Wohnsitz im Ort. Er ersetzte die provisorische Hauskapelle durch einen Gebetssaal. Deutsch- und englischsprachige Protestanten fanden sich darin ein.
Die junge Kirchgemeinde bemühte sich in der Folgezeit, eine eigene Kirche zu bauen. 1890 wurde die vom Berliner Architekten Johannes Vollmer konzipierte neue Evangelische Kirche unter dem Geläut der Glocken eingeweiht.

## Turm und Glocken
Der bis zur Kreuzspitze insgesamt 49,2 Meter hohe neugotische Turm in Sichtmauerwerk verjüngt sich von Stockwerk zu Stockwerk – im Erdgeschoss ist er 6,5 Meter breit, am Beginn des 21,6 Meter hohen Spitzhelms nur noch 5,0 Meter. In der Glockenstube hängt ein vierstimmiges Glockengeläut aus Bronze, das 1890 von der Aarauer Glockengiesserei H. Rüetschi gegossen wurde.
| Glocke | Schlagton | Gewicht  | Aufschrift                                          |
| ------ | --------- | -------- | --------------------------------------------------- |
| 1      | cis′      | 2215 kg0 | «O Land, Land, Land, Höre des Herrn Wort!»          |
| 2      | fis′      | 963 kg   | «Christus ist der Weg, die Wahrheit und das Leben!» |
| 3      | gis′      | 680 kg   | «Bete und arbeite!»                                 |
| 4      | ais′      | 447 kg   | «Selig sind, die reinen Herzen sind.»               |

## Ausstattung
Das Innere nimmt sich – wohl auch bedingt durch lutherische und anglikanische Kurgäste und Gemeindeglieder – nicht typisch aus für Schweizer reformierte Kirchen. Die Bad Ragazer Kirche
hat über das ganze Kirchenschiff verteilt reich verzierte Farbfenster. Im Chor über dem Taufstein, der einem Altar ähnelt, ist eine Rosette angebracht. Die Decke aus Holz, die einem Schiffskörper gleicht, nimmt wohl Bezug auf die Symbolik der Arche Noah.

## Orgel
1968 wurde eine Orgel mit 19 Registern von Orgelbau Kuhn, Männedorf, gebaut. 2016 erfolgte ein Neubau durch die Orgelbaufirma Goll unter teilweiser Verwendung des vorhandenen Pfeifenmaterials (mit * gekennzeichnet). Sie hat 26 Register, verteilt auf Hauptwerk, Schwellwerk und Pedal; die Spiel- und Registertraktur ist rein mechanisch. Die Disposition des aktuelle Instruments lautet:
| I Hauptwerk C–g3 |            |       |   |
| 1.               | Bourdun    | 16′   | * |
| 2.               | Principal  | 8′    | * |
| 3.               | Hohlflöte  | 8′    | * |
| 4.               | Octave     | 4′    | * |
| 5.               | Spitzflöte | 4′    | * |
| 6.               | Nasat      | 2/3′  | * |
| 7.               | Flageolet  | 2′    | * |
| 8.               | Terz       | 13/5′ | * |
| 9.               | Mixtur     | 2′    | * |
| 10.              | Trompete   | 8′    | * |

| II Schwellwerk C–g3 |                      |      |   |
| 11.                 | Cor de nuit          | 8′   | * |
| 12.                 | Flûte harmonique     | 8′   |   |
| 13.                 | Gambe                | 8′   |   |
| 14.                 | Voix céleste         | 8′   |   |
| 15.                 | Prestant             | 4′   |   |
| 16.                 | Flûte octaviante     | 4′   |   |
| 17.                 | Octavin              | 2'   |   |
| 18.                 | Larigot              | 1/3′ | * |
| 19.                 | Trompette harmonique | 8′   | * |
| 20.                 | Hautbois             | 8′   |   |
|                     | Tremulant            |      |   |

| Pedalwerk C–f1 |             |     |   |
| 32.            | Subbass     | 16′ | * |
| 36.            | Octavbass   | 8′  | * |
| 37.            | Violoncello | 8′  |   |
| 38.            | Choralbass  | 4′  | * |
| 39.            | Fagott      | 16′ |   |
| 39.            | Trompete    | 8′  |   |

- Koppeln: II/I, I/P, II/P (alle mechanisch)

(*) Material aus der Kuhn-Orgel

## Kirchliche Organisation
Innerhalb der evangelisch-reformierten Kirche des Kantons St. Gallen bildet Bad Ragaz mit Pfäfers und dem Taminatal eine Kirchgemeinde Bad Ragaz-Pfäfers.

## Galerie

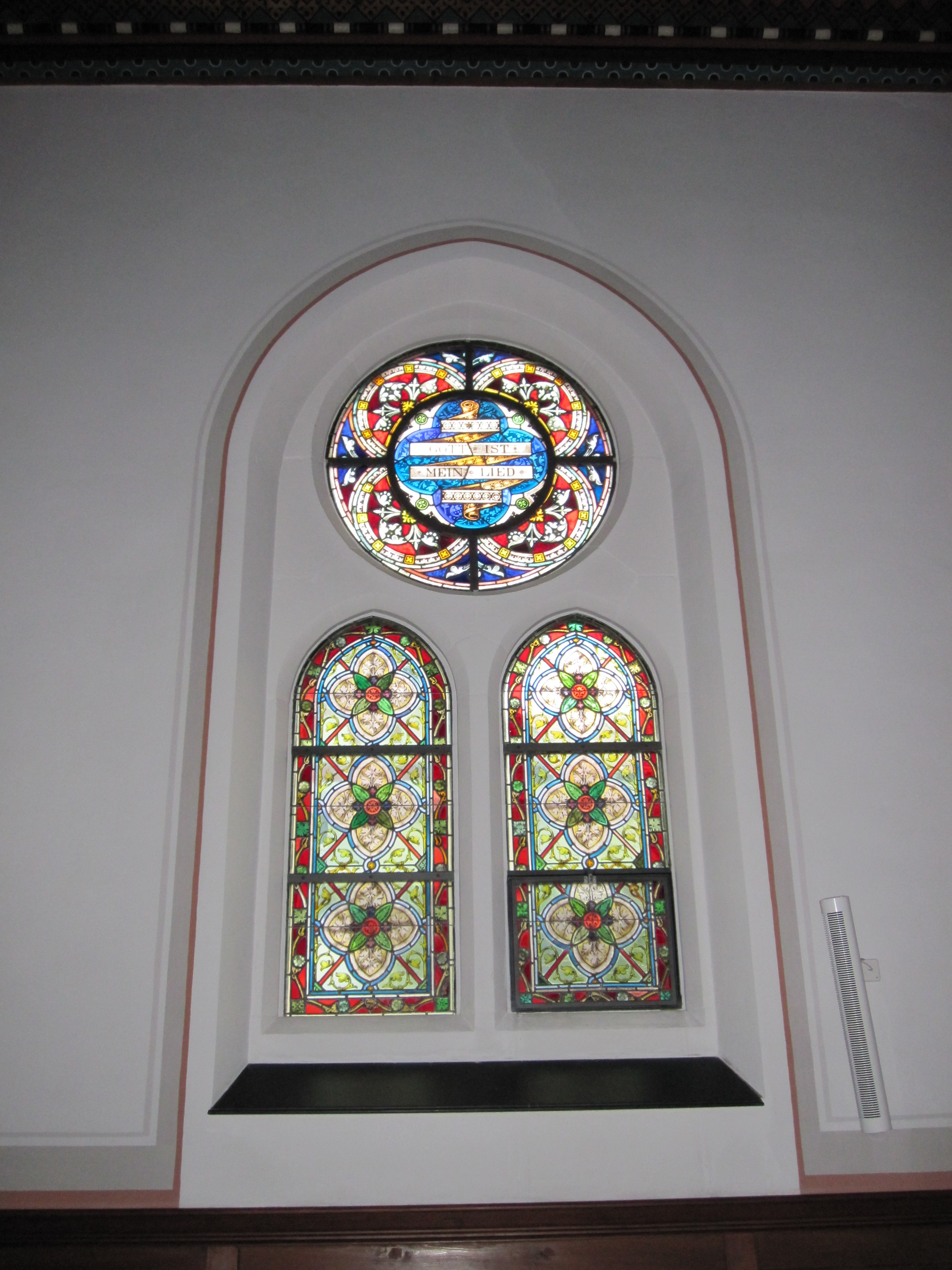
Glasfenster
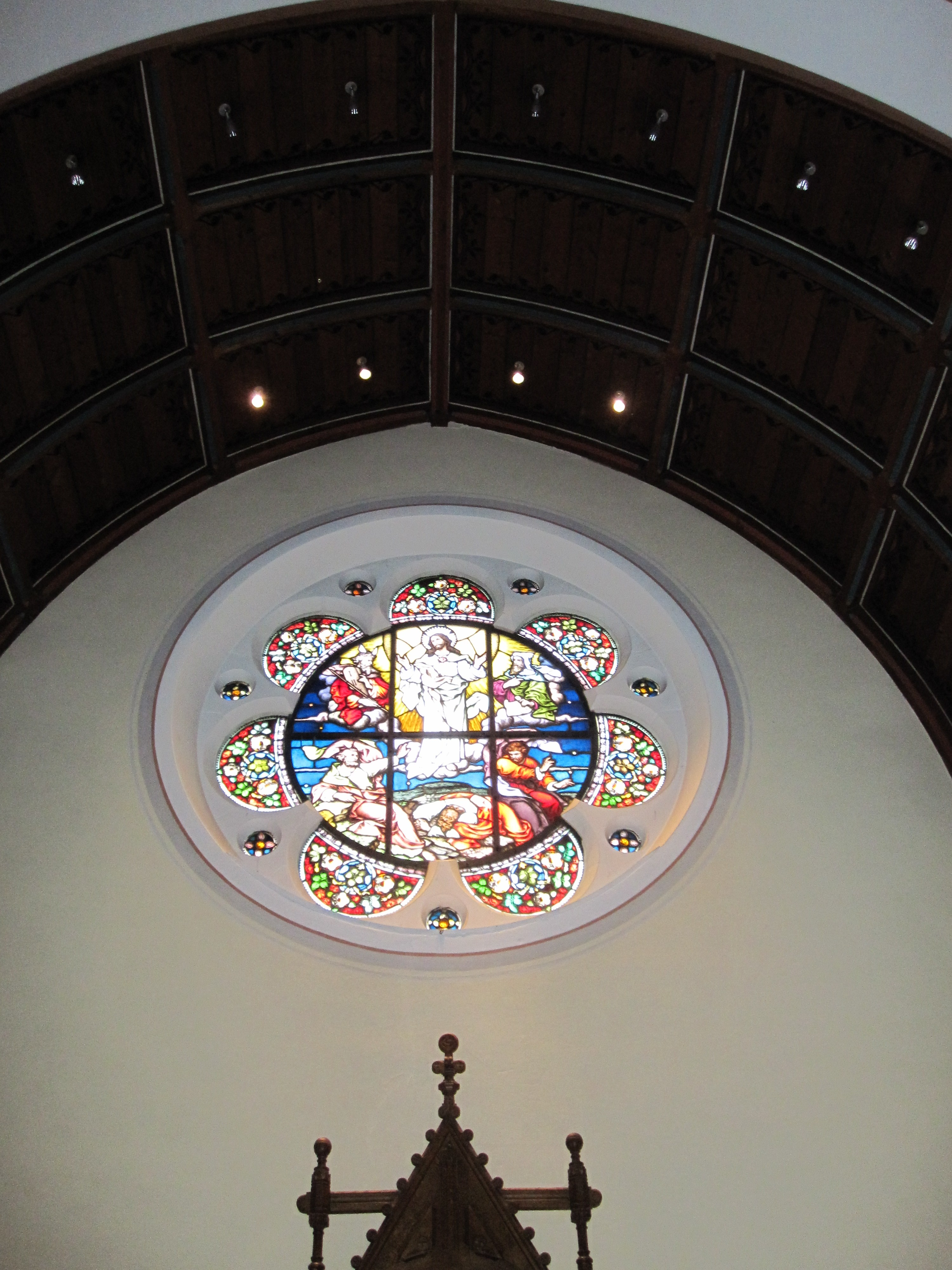
Rosette im Chor
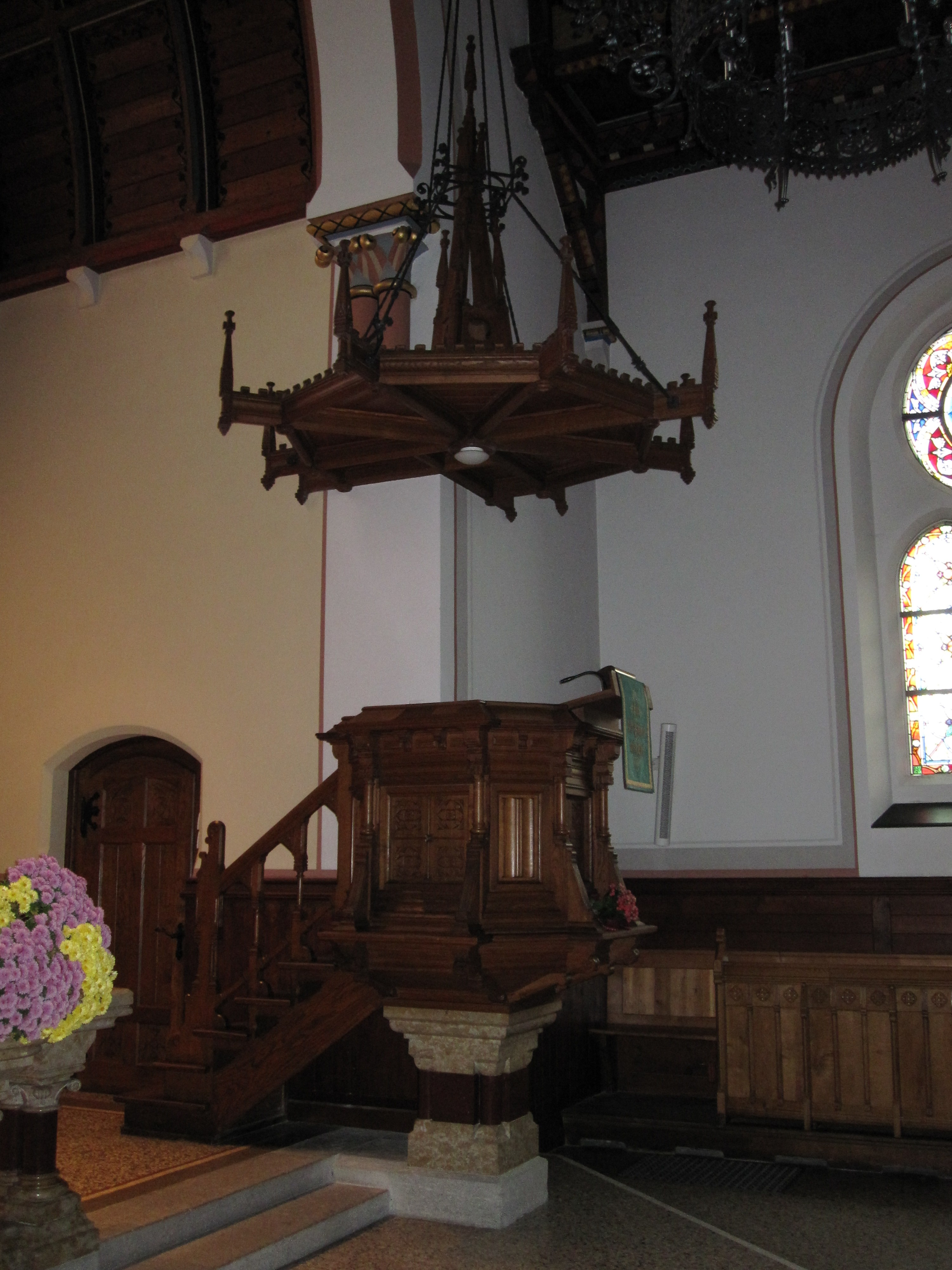
Kanzel
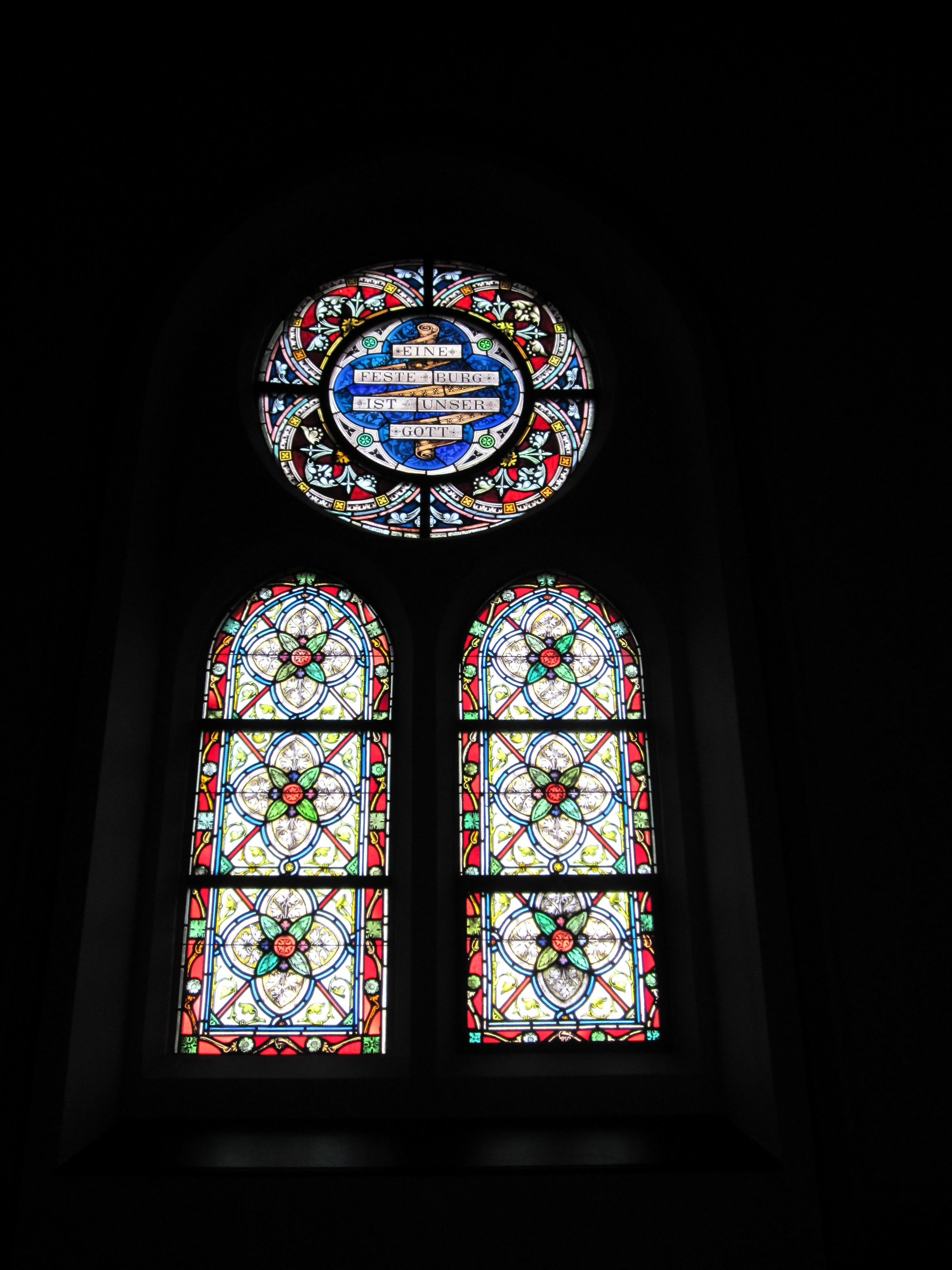
Glasfenster zum Motiv «Ein feste Burg ist unser Gott»
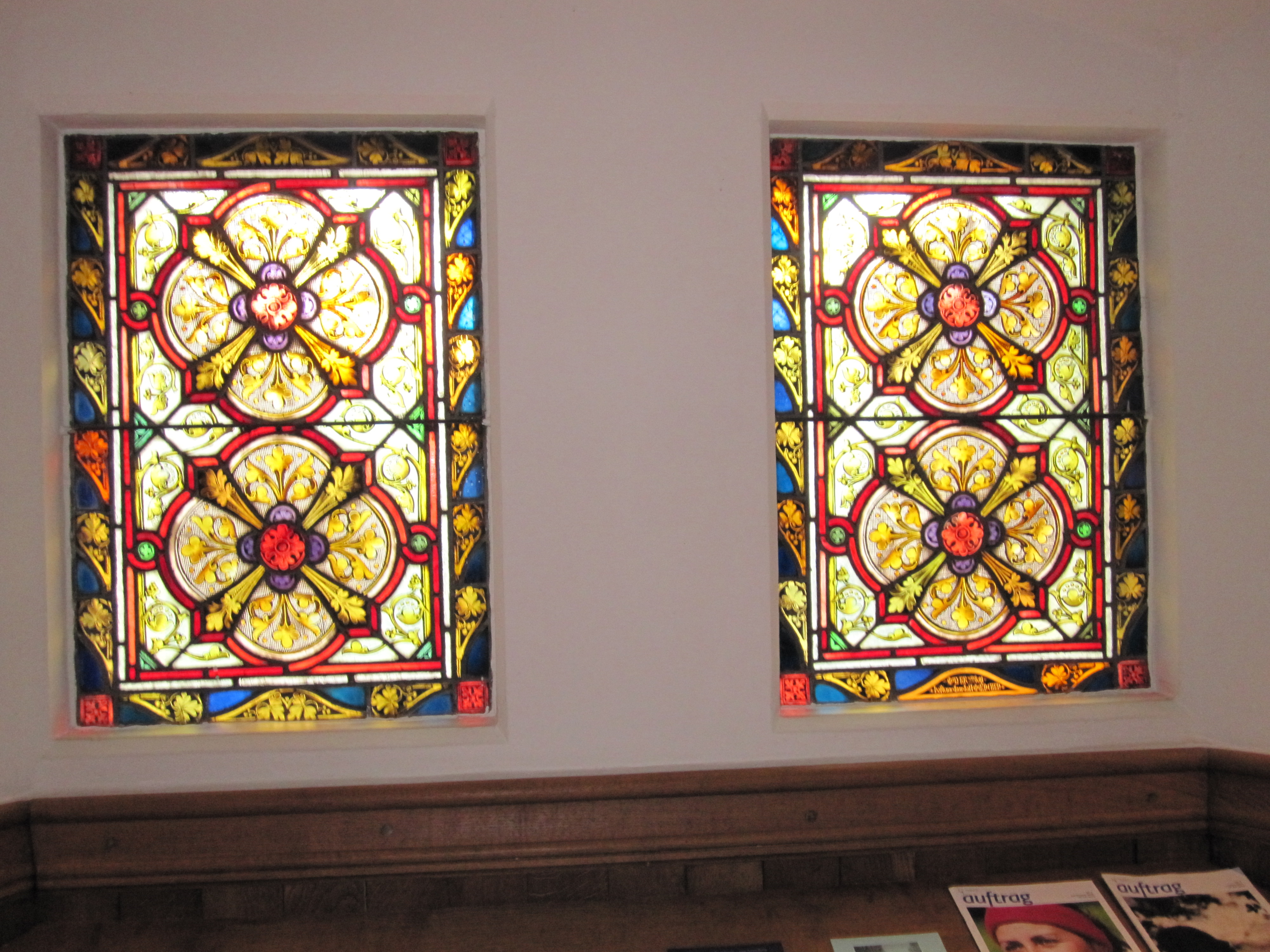
Glasfenster im Vorraum
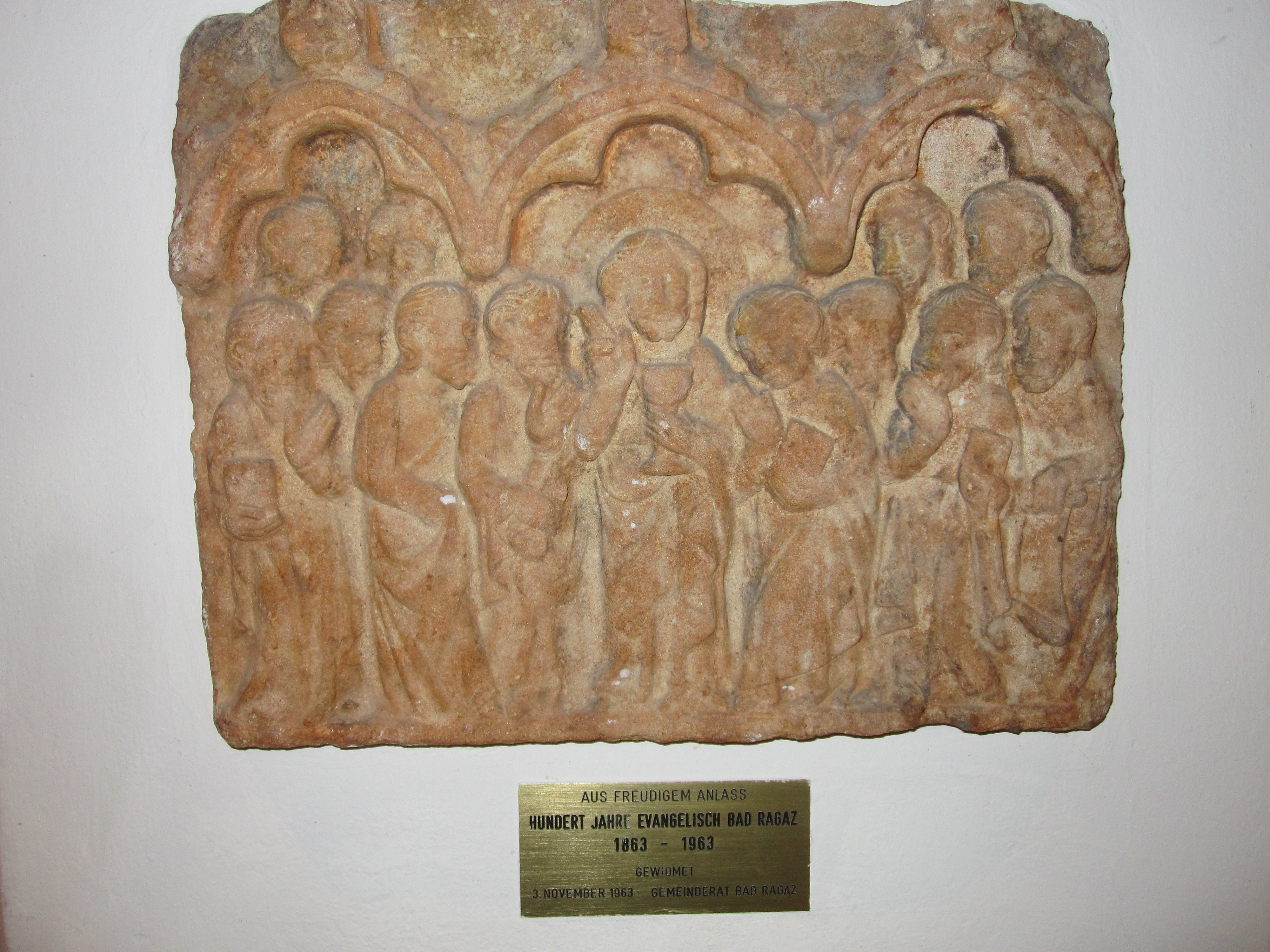
Plastik im Vorraum zum 100-Jahr-Jubiläum der ersten Pfarrinstallation